# Eric Shepherd

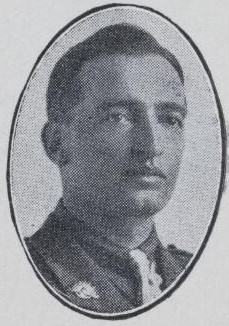
Eric Shepherd (1923)

Eric John „Jack“ Shepherd, MM (* 19. Juni 1894 in Hindmarsh, South Australia; † 30. August 1967 in Adelaide, South Australia) war ein australischer Politiker der Australian Labor Party (ALP), der unter anderem von 1924 bis 1933 Mitglied sowie zwischen 1930 und 1933 Sprecher des South Australian House of Assembly war.

## Leben

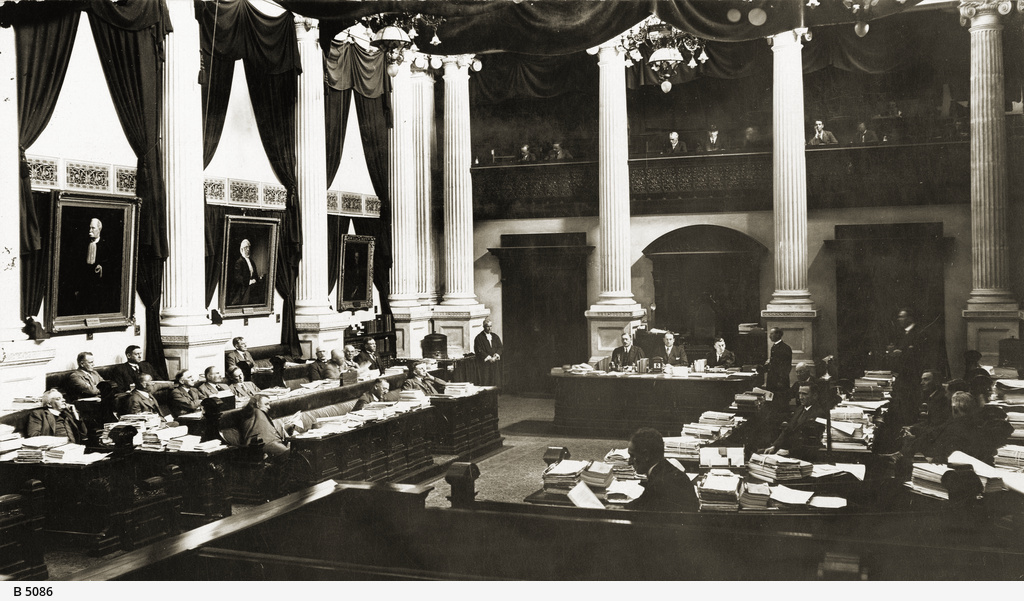
Shepherd war von 1924 bis 1933 Mitglied sowie zwischen 1930 und 1933 Sprecher des South Australian House of Assembly, des Unterhauses des Parlaments.

Eric John „Jack“ Shepherd absolvierte nach dem Schulbesuch ein Studium an der University of Adelaide und trat am 7. September 1915 als Gefreiter (Private) in die Australian Army ein. Er nahm als Angehöriger der 6th Field Artillery Brigade am Ersten Weltkrieg teil und wurde für seine militärischen Verdienste während der Dritten Flandernschlacht (31. Juli bis 6. November 1917) am 14. September 1917 mit der Military Medal (MM) ausgezeichnet. Am 5. Dezember 1918 wurde er zum Leutnant (Second Lieutenant) sowie nach seinem Wechsel zur 2nd Field Artillery Brigade 2. März 1920 zum Oberleutnant (Lieutenant) befördert.
Bei der Wahl am 5. April 1924 wurde er im damaligen Zwei-Personen-Wahlkreis Victoria erstmals zum Mitglied des South Australian House of Assembly gewählt, des Unterhauses des Parlaments von South Australia, und konnte bei dieser Wahl den bisherigen Wahlkreisinhaber Vernon Petherick von der Liberal Federation besiegen. Er vertrat diesen Wahlkreis bis zu seiner Niederlage gegen Ronald Hunt von der Liberal and Country League (LCL) bei der Wahl am 8. April 1933. Als Nachfolger seines Parteifreundes John Price, der als Generalagent zum Vertreter Südaustraliens im Vereinigten Königreich ernannt wurde, übernahm er am 21. April 1925 als Government Whip die Funktion als Parlamentarischer Geschäftsführer der regierenden ALP-Fraktion von Premier John Gunn beziehungsweise vom 28. August 1926 bis zum 8. April 1927 von Premier Lionel Hill.
Nach dem Sieg der ALP bei der Wahl am 5. April 1930 wurde Shepherd bei der konstituierenden Sitzung des House of Assembly am 27. Mai 1930 als Nachfolger von George Laffer von der Liberal Federation als Speaker zum Sprecher des House of Assembly gewählt. Er bekleidete das Amt des Parlamentspräsidenten bis zum 7. April 1933, woraufhin Robert Nicholls von der Liberal and Country League am 6. Juli 1933 seine Nachfolge antrat.
Während dieser Zeit kam es in South Australia zu einem erheblichen Streit innerhalb der ALP. Als Ergebnis intensiver Auseinandersetzungen über den Umgang mit der Reaktion auf die Weltwirtschaftskrise in Australien einigte sich im Juni 1931 ein Treffen der Premierminister der Bundesstaaten auf den Plan des Premierminister Australiens James Scullin, der weitreichende Sparmaßnahmen in Verbindung mit Einnahmensteigerungen vorsah. Als in South Australia über den Plan der Premierminister abgestimmt wurde, stimmten 23 der 30 Mitglieder der Labour-Partei des House of Assembly und zwei der vier ALP-Mitglieder des South Australian Legislative Council dafür. Im August 1931 schloss die südaustralische Staatskonferenz der Labour Party alle Abgeordneten aus, die den Plan des Premierministers unterstützten, darunter Eric Shephard, Premierminister Lionel Hill und dessen gesamtes Kabinett, woraufhin diese am 13. August 1931 die Parliamentary Labor Party bildeten, die bis Juni 1934 bestand. Nach seiner Niederlage und dem Verlust seines Sitzes in der Legislativversammlung zog er sich aus dem politischen Leben zurück und wurde nach seinem Tode auf dem Friedhof von Dudley Park beigesetzt.

## Hintergrundliteratur
- Parliament of South Australia: Statistical Record of the Legislature 1836–2007 (Memento vom 11. März 2019 im Internet Archive)
- Gordon Desmond Combe: Responsible Government in South Australia, Band 1, Wakefield Press, 2009, ISBN 978-1-86254-843-5 (Onlineversion (Auszug))